# Jiuzhang Suanshu

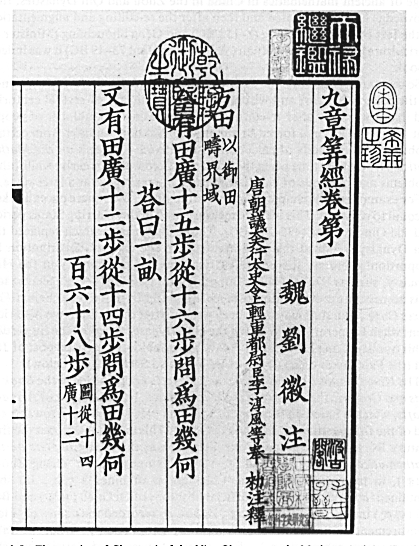
Una página de Los nueve capítulos sobre arte matemático

Los nueve capítulos sobre arte matemático (en chino tradicional, 九章算術; en chino simplificado, 九章算术; pinyin, Jiǔzhāng Suànshù) es un libro de matemática. Su origen se remonta al período de la Dinastía Zhou y fue compilado por varias generaciones de escribas entre los siglos II y I a. C. Es uno de los libros de matemáticas más antiguos de China, después de Suàn shù shū y Zhou Bi Suan Jing (compilados durante el período de la Dinastía Han y hasta el siglo II d. C.). El enfoque matemático está centrado en hallar los métodos más generales de resolución de problemas, en contraste con la idea común de los matemáticos antiguos griegos, que tendían a deducir proposiciones a partir de un conjunto inicial de axiomas.
El libro está dispuesto en forma tal que enuncia un problema primero, y después le sigue otro enunciado con la solución y una explicación del proceso que condujo a tal solución. Comentado en el siglo III por Liu Hui.

## Historia
El título completo de Los nueve capítulos sobre arte matemático aparece en dos marcas de bronce que datan del año 179, aunque subsisten especulaciones sobre si el libro no existía desde antes con otros títulos.
La mayoría de los especialistas coinciden en que la matemática china así como la matemática del mundo mediterráneo antiguo ya se habían desarrollado de manera más o menos independiente para la época en que Los nueve capítulos toma su forma final. El método descrito en el capítulo 7 no se encuentra en Europa hasta el siglo XIII, y el método del capítulo 8 utiliza la eliminación de Gauss-Jordan antes de Carl Friedrich Gauss (1777–1855). Existen además pruebas matemáticas en el tratado para el teorema de Pitágoras. La influencia de Los nueve capítulos fue notable en el desarrollo de las matemáticas antiguas en Corea y Japón. Su influencia sobre la enseñanza matemática en China persistió hasta la era de la Dinastía Qing.
Liu Hui  escribió un comentario detallado del libro en 263. Analiza los procedimientos de Los nueve capítulos paso a paso, de un modo claramente concebido para darle al lector la seguridad de que son confiables, aunque no se preocupa por dar demostraciones formales a la manera de Euclides. Los comentarios de Liu tienen importancia matemática por sí mismos. Lui le acredita a los matemáticos anteriores Zhang Cang (fl. 165 a. C. - 142 a. C.) y Geng Shouchang (fl. 75 a. C. - 49 a. C.) (véase esfera armilar) el arreglo inicial y los comentarios, pero los registros de la Dinastía Han no indican ningún nombre de autores de comentarios, ni tampoco son mencionados hasta el siglo III.
Los nueve capítulos es un trabajo anónimo, cuyos orígenes no están del todo claros. Hasta años recientes no se contaba con evidencia substancial relacionada con los escritos matemáticos que pudieron haberle precedido, además de los trabajos matemáticos de Jing Fang (78–37 a. C.), Liu Xin (d. 23) y Zhang Heng (78–139) y las cláusulas geométricas de el Mozi en el siglo IV a. C. Este ya no es el caso. El Suàn shù shū (算數書) o Textos sobre cuentas es un antiguo escrito chino de aproximadamente siete mil caracteres de largo, escrito sobre 190 tiras de bambú. Fue descubierto junto con otros escritos en 1983 cuando los arqueólogos abrieron una tumba en la provincia de Hubei. Hace parte del cuerpo de textos conocido como los Textos de bambú Zhangjiashan Han. El Zhou Bi Suan Jing, un texto matemático de astronomía china, también fue compilado durante el período Han, e incluso mencionado como escuela de matemática alrededor del año 180 por Cai Yong.

## Tabla de contenidos
1. 方田   Fangtian - Campos rectangulares. Áreas de campos de diversa formas; Numeración con varillas.
2. 粟米   Sumi - Mijo y arroz. Intercambio de bienes a tarifas distintas.
3. 衰分   Cuifen - Distribución proporcional. Repartición de bienes y dinero según el principio de proporcionalidad.
4. 少廣   Shaoguang - El menor largo. Numeración con varillas con números mixtos; extracción de raíces cuadradas y cúbicas; dimensión, área y volumen del círculo y la esfera.
5. 商功   Shanggong - Reflexiones sobre los trabajos. Volumen de sólidos de varias formas.
6. 均輸   Junshu - Impuesto equitable. Problemas de proporción más avanzados.
7. 盈不足 Yingbuzu - Excedente y déficit. Problemas lineales resueltos utilizando el principio conocido más tarde en Occidente como el Método de la regla falsa.
8. 方程   Fangcheng - La disposición rectangular. Numeración con varillas, problemas con múltiples variables, resueltos según un principio similar a la eliminación de Gauss
9. 勾股   Gougu - Base y altura. Problemas sobre el principio conocido en Occidente como el teorema de Pitágoras.

## Accesibilidad
- Traducción al inglés abreviada: Florian Cajori: Arithmetic in Nine Sections, 1893.
- Traducción al inglés abreviada: Lam Lay Yong: Jiu Zhang Suanshu, Archivo, 1994 Springer Verlag.
- Traducción íntegra y estudio de los Nueve capítulos y los comentarios de Liu Hui's está disponible en SHEN Kangshen "Los nueve capítulos sobre arte matemático" Oxford 1999. ISBN 0-19-853936-3
- Traducción en francés con detalles escolares adicionados y una edición crítica del texto chino, comentado por Chemla, Karine y Shuchun Guo. 2004. Les neuf chapitres: le classique mathématique de la Chine ancienne et ses commentaires. Paris: Dunod. ISBN 978-2-10-049589-4.
- Traducción al alemán: Kurt Vogel: "Neun Bücher Arithmetischer Technik", Friedrich  Vieweg und Sohn Braunsweig, 1968.
- Traducción al ruso: E. I Brerezkina: Mathematika V Devyati Knigah, Moscow Science Press, 1980.
- Traducción al japonés.